# Брадли (Западна Вирџинија)
Брадли (енгл. Bradley) насељено је место без административног статуса у америчкој савезној држави Западна Вирџинија.

## Демографија
По попису из 2010. године број становника је 2.040, што је 331 (-14,0%) становника мање него 2000. године.
| Група             | 2000.         | 2010.         |
| Белци             | 2.282 (96,2%) | 1.932 (94,7%) |
| Афроамериканци    | 23 (1,0%)     | 40 (2,0%)     |
| Азијати           | 26 (1,1%)     | 10 (0,5%)     |
| Хиспаноамериканци | 8 (0,3%)      | 27 (1,3%)     |
| Укупно            | 2.371         | 2.040         |